# E. G. Marshall
Edda Gunnar Marshall, nome artístico: E.G. Marshall (Owatonna, 18 de junho de 1914 — Bedford, 24 de agosto de 1998) foi um ator norte-americano. Marshall interpretou o Presidente dos Estados Unidos no filme Superman II e atuou no filme Poder Absoluto, de Clint Eastwood.

## Filmografia
| Ano       | Título Original                                   | Título em Português                                                    | Observações                   |
| --------- | ------------------------------------------------- | ---------------------------------------------------------------------- | ----------------------------- |
| 1945      | The House on 92nd Street                          |                                                                        | Não Creditado                 |
| 1947      | 13 Rue Madeleine                                  |                                                                        | Não Creditado                 |
| 1948      | Call Northside 777                                | br.: Sublime devoção / pt.: A verdade triunfou                         | Não Creditado                 |
| 1954      | The Caine Mutiny                                  | br.: A Nave da Revolta / pt.: Os Revoltados do Caine                   |                               |
| 1954      | Broken Lance                                      | br.: Lança partida / pt.: A lança quebrada                             |                               |
| 1954      | Pushover                                          |                                                                        |                               |
| 1954      | The Silver Chalice                                | br.: O Cálice Sagrado                                                  |                               |
| 1955      | The Left Hand of God                              |                                                                        |                               |
| 1956      | The Mountain                                      |                                                                        |                               |
| 1957      | Alfred Hitchcock Presents: The Mail Order Prophet |                                                                        | (serie de TV)                 |
| 1957      | The Bachelor Party                                | br.: Despedida de Solteiro                                             |                               |
| 1957      | Man on Fire (1957)                                |                                                                        |                               |
| 1957      | 12 Angry Men                                      | br.: Doze Homens e uma Sentença / pt.: Doze Homens em Fúria)           | como jurado número 4          |
| 1958      | The Buccaneer                                     | br.: O Corsário sem Pátria ou Lafitte, o Corsário / pt.: The Buccaneer |                               |
| 1959      | The Journey                                       | br. / pt.: Crepúsculo Vermelho                                         |                               |
| 1959      | Compulsion                                        | br.: Estranha Compulsão / pt.: O Génio do Mal                          |                               |
| 1960      | Cash McCall                                       |                                                                        |                               |
| 1960      | The Islanders (série)                             |                                                                        | Série de TV da ABC            |
| 1961      | Town Without Pity                                 |                                                                        |                               |
| 1961-1965 | The Defenders                                     |                                                                        | Série de TV da CBS            |
| 1966      | The Chase (1966)                                  | br.: A caçada humana / pt.: Perseguição impiedosa                      |                               |
| 1966      | The Poppy Is Also a Flower                        |                                                                        |                               |
| 1966      | Is Paris Burning?                                 |                                                                        | Não Creditado                 |
| 1969      | The Bridge at Remagen                             | br.: A Ponte de Remagen                                                |                               |
| 1969      | The Learning Tree                                 |                                                                        |                               |
| 1970      | Tora! Tora! Tora!                                 |                                                                        | Coronel Rufus S. Bratton      |
| 1971      | The Pursuit of Happyness (1971)                   |                                                                        |                               |
| 1975      | The Incredible Machine (filme)                    | br.: A Incrível Máquina Humana                                         | narrador                      |
| 1977      | Billy Jack Goes to Washington                     |                                                                        |                               |
| 1979      | Interiors                                         | br.: Interiores / pt.: Intimidade                                      |                               |
| 1979      | Vampire (1979)                                    |                                                                        | filme para TV                 |
| 1980      | Superman II                                       | br.: Superman II - A Aventura Continua / pt.: Super-Homem II           |                               |
| 1982      | Creepshow                                         | br.: Creepshow - Arrepio do Medo                                       |                               |
| 1983      | Kennedy                                           |                                                                        | série de TV                   |
| 1984      | La Gran Fiesta                                    |                                                                        |                               |
| 1986      | My Chauffeur                                      |                                                                        |                               |
| 1986      | Power                                             | br.: Jogos de Poder                                                    |                               |
| 1987      | At Mother's Request                               |                                                                        | Filme para TV                 |
| 1988-1989 | War and Remembrance                               |                                                                        | Minissérie de Tv              |
| 1989      | National Lampoon's Christmas Vacation             | br.: Férias Frustradas no Natal / pt.: Que Paródia de Natal            |                               |
| 1990      | Due occhi diabolici                               | br.: Dois Olhos Satânicos                                              |                               |
| 1992      | Consenting Adults                                 | br.: Jogos de Adultos / pt.: Só Para Adultos                           |                               |
| 1993      | Tornadoes!! The Entity                            |                                                                        | Documentário - Narrador       |
| 1994-1995 | Chicago Hope                                      | pt.: Médicos Sem Fronteiras                                            | Série de Tv (8 episódios)     |
| 1993      | The Tommyknockers                                 | br.: Os Estranhos                                                      | Minisérie de TV (2 episódios) |
| 1995      | Nixon                                             | br. / pt.: Nixon                                                       |                               |
| 1997      | Absolute Power                                    | (Br) Poder Absoluto                                                    |                               |
| 1997      | Miss Evers' Boys                                  |                                                                        | Filme para TV                 |